# Anton Mlinar
Anton Mlinar, slovenski rimskokatoliški duhovnik in teolog, * 25. december 1952, Nova vas, Žiri.

## Življenje in delo
Osnovno šolo je obiskoval v Žireh, gimnazijo v Vipavi, kjer je maturiral leta 1971. Nato je študiral teologijo do leta 1978 (vmes vojaščina). Leta 1977 je bil posvečen v duhovnika. Kaplanoval je v Mirni Peči, Kamniku in Ljubljani. Med letoma 1982 in 1988 je bil na podiplomskem študiju v Rimu.
Magistriral je leta 1985, doktoriral pa leta 1988. Istega leta je pričel s predavanji na Teološki fakulteti v Ljubljani. Poleg tega je bil še kaplan v Novem mestu. Leta 1993 je bil habilitiran. Od leta 1995 je bil docent, od 2003 izredni profesor za moralno teologijo na Teološki fakulteti v Ljubljani.Leta 2005 se je laiziral in postal raziskovalec. Je redni član Societas ethica in Evropskega združenja za katoliško teologijo.
Je avtor mnogih strokovnih člankov, ki jih objavlja v različnih strokovnih revijah in zbornikih. Bil je tudi izvršni urednik Leksikona krščanske etike (2009, vodja projekta Ivan Janez Štuhec). 